# Дракинское сельское поселение (Мордовия)
Дракинское се́льское поселе́ние — муниципальное образование в Торбеевском районе Мордовии Российской Федерации.
Административный центр — село Дракино.

## История
Статус и границы сельского поселения установлены Законом Республики Мордовия от 28 декабря 2004 года № 127-З  «Об установлении границ муниципальных образований Торбеевского муниципального района, Торбеевского муниципального района и наделении их статусом сельского поселения, городского поселения и муниципального района».

## Население
| 2002  | 2010  | 2012  | 2013  | 2014  | 2015  | 2016  |
| ----- | ----- | ----- | ----- | ----- | ----- | ----- |
| 1636  | ↘1631 | ↘1591 | ↘1565 | ↘1528 | →1528 | ↘1486 |
| 2017  | 2018  | 2019  | 2020  | 2021  |       |       |
| ↘1456 | ↘1453 | ↘1406 | ↘1404 | ↗1496 |       |       |

## Состав сельского поселения
| № | Населённый пункт | Тип населённого пункта       | Население |
| - | ---------------- | ---------------------------- | --------- |
| 1 | Дракино          | село, административный центр | ↗1496     |